# Sant Climent de Pal
Sant Climent de Pal és un temple d'estil romànic que es troba al poble de Pal, a la parròquia de la Massana, al Principat d'Andorra.
L'església està dedicada a Sant Climent I, qui fou el quart papa de l'església catòlica entre els anys 88 i 97.

## Arquitectura i història
La primera notícia escrita sobre el poble de Pal es troba a la concòrdia de 1112, en què s’esmenta un habitant del poble. També s’han trobat citacions posteriors sobre el poble els anys 1176, 1201 i 1265, entre d’altres. Si Pal és avui un poble aïllat i tranquil, des de temps pretèrits havia estat un dels principals accessos al país. Per tant, el flux constant de persones, mercaderies i bestiar, tant cap a Andorra com cap a l’exterior, havia marcat la història de Pal i li havia donat una personalitat que avui ens costa d’imaginar, amb una vida fortament lligada amb la de l’altre costat del port.  
Encara que la primera referència escrita de l’edifici data del segle xiv, la tipologia de la construcció permet situar-lo uns dos-cents anys abans. L’església era considerada com a sufragània de la Massana (és a dir, que depenia de la jurisdicció d’aquesta última), tot i que tenia capellà propi. Va ser l’única de les esglésies de les sis parròquies de les Valls que els anys 1312 i 1314 el visitador de l’arquebisbe de Tarragona (Galceran Sacosta) va anar a veure.

Així doncs, al segle xii es va construir el temple d’estil romànic, de petites dimensions, amb una sola nau i orientat cap a l’est. El campanar, del segle xii, és sens dubte la part més característica de l’obra. De planta quadrada, té tres pisos de finestres, els dos primers amb finestres geminades i el tercer també amb finestres geminades però dobles, les úniques d’Andorra. La coberta de lloses comença immediatament damunt el darrer pis de finestres, i el sistema utilitzat és el mateix que en altres campanars andorrans. En general, l’aparell és força irregular; les pedres han estat, però, triades i formen unes filades poc regulars, tant a la nau com al campanar. Per reforçar les parets del campanar, sota cada pis de finestres, a la part inferior s’han col·locat unes bigues de fusta, que formen un quadrat que lliga tot el conjunt. Del temple romànic se’n conserva part dels murs romànics de migjorn (sud) i de ponent (oest), així com gran part dels paraments originals. Dos de les finestres de la paret de migjorn van ser tapiades i reobertes possiblement al segle xviii. També es va obrir una capella lateral al mur de tramuntana (nord) que, a causa de la configuració del terreny, va haver de ser tallada a la penya (així com l’altar, en gran part, també ho va ser).

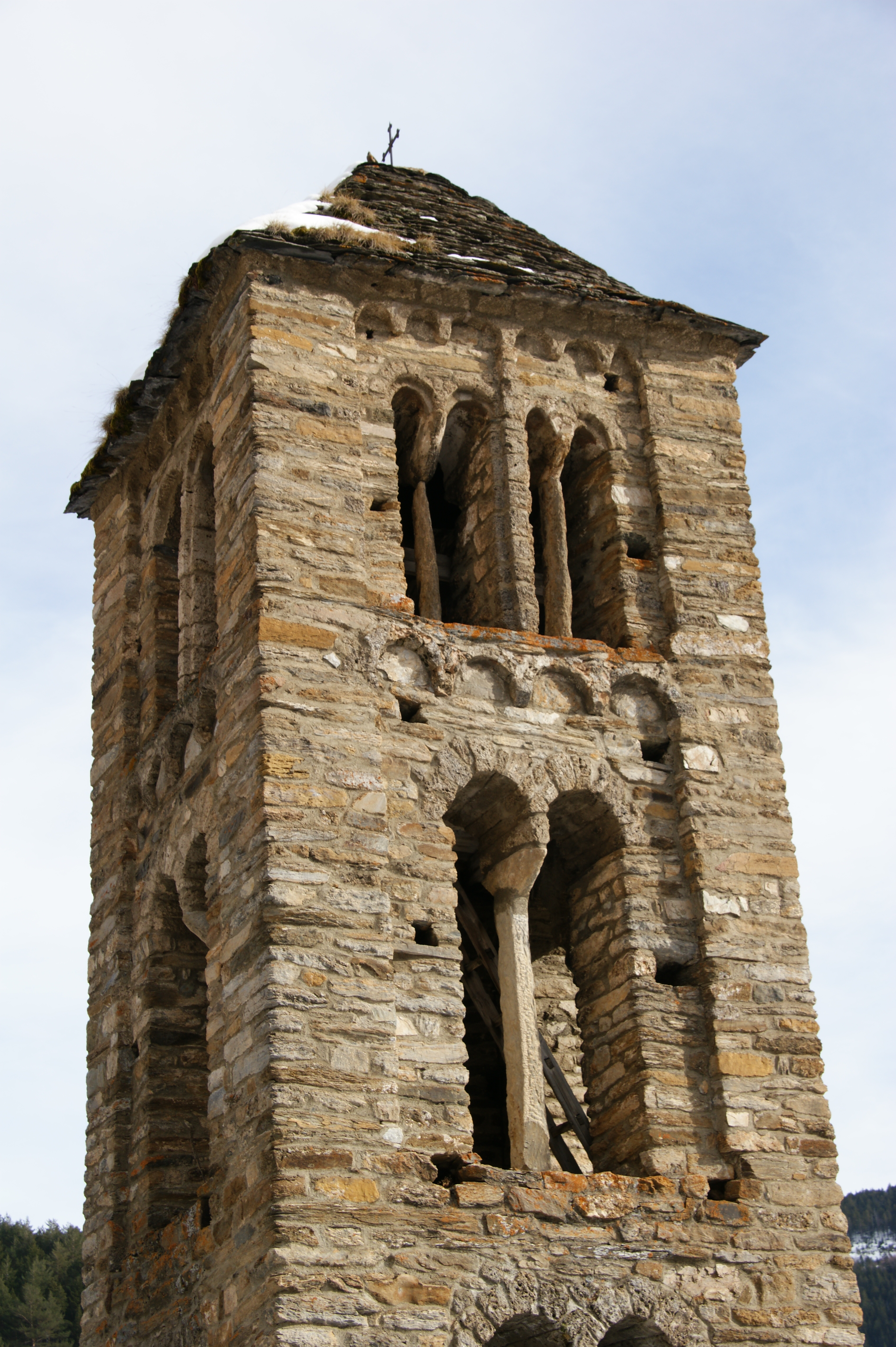
Fotografia del segon i tercer pis de finestres del campanar

Al segle xvii, es va ampliar l’església amb una capella lateral, una sagristia i un nou absis més gran i quadrat. També es va tapiar la porta d’accés del mur sud i se’n va obrir una de nova a l’est. Finalment, durant la dècada dels anys seixanta del segle xx, es va efectuar un seguit de restauracions encapçalades per Cèsar Martinell, les quals van suposar l’eliminació de l’arrebossat exterior, l’afegiment d’un porxo i el canvi d’ubicació de la porta, que es torna a col·locar al mur sud.
Actualment, l’accés al temple és a través d’un porxo situat davant la paret de migjorn; es passa sota una arcada amb arc de mig punt decorada amb un fris de dents de serra. La coberta és com a la majoria de capelles d’Andorra, a dos vessants, amb un enllatat de fusta sobre les bigues del mateix material i lloses a l’exterior.

## L'interior de Sant Climent de Pal
A l’interior de l’església, l’espai transmet una sensació d’intimitat, ja que les dimensions són reduïdes. Malgrat les ampliacions al llarg del temps, la nau conserva les proporcions característiques de les construccions romàniques del Principat, amb una volta de canó que en fa ressaltar la senzillesa i l’harmonia arquitectònica. Tot i les modificacions que s’hi han fet al llarg del temps, l’edifici encara conserva alguns elements originaris del segle xii, com les tres piques, la creu processional i una talla de la Mare de Déu.

### La pica baptismal, la pica beneitera i la pica de l’oli

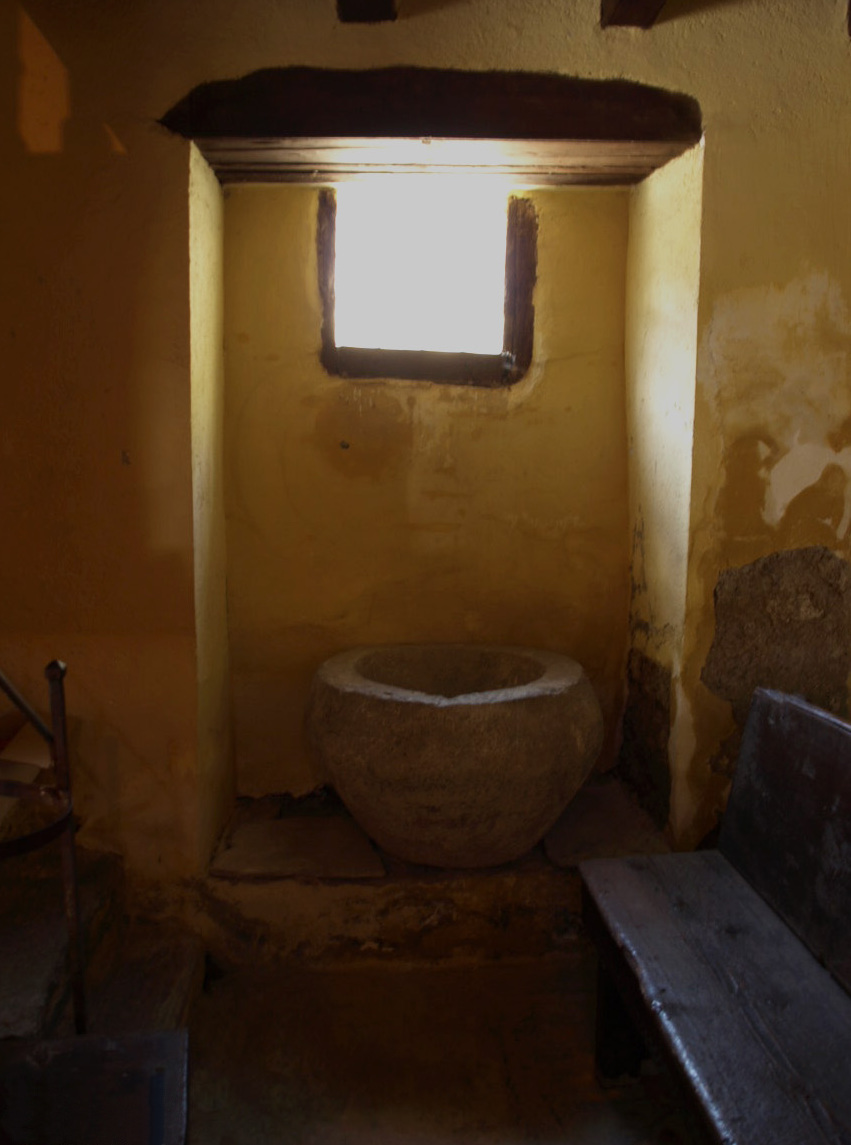
Pica Baptismal

Les tres piques estan fetes de granit.
La pica beneitera era emprada pels fidels en entrar per humitejar-se els dits i per persignar-se.
La pica baptismal es troba als peus de l’església, sota una finestra i assentada sobre un sòcol. L’emplaçament original d’aquesta peça és molt possible que no fos precisament aquest indret, ja que antigament aquí hi devia haver una porta, tapiada segurament pels volts del segle xvii. La pica no presenta cap decoració i la seva superfície és bastant polida. La planta, circular, fa 53 cm de diàmetre interior, 72 cm d’exterior, 48 cm d’alçària i 34 cm de fondària. Es considera feta al final del segle xii.
La pica d’oli és d’època romànica i era l’espai on s’emmagatzemava l’oli per ungir els difunts o per a altres celebracions. En planta és de forma circular i el seu diàmetre es va reduint per formar la base. La tapa consta de tres peces de fusta, subjectades per tres tires de ferro. La pica fa 88 cm de diàmetre i l’alçària és de 43 cm, sense comptar-hi el peu, que fa 17 cm.

### La creu processional
La creu processional, que avui es pot veure penjada a la paret, és una peça de fusta policromada, majoritàriament verda, amb una petita cavitat al darrere pensada per guardar-hi relíquies.

### La marededeu del Remei

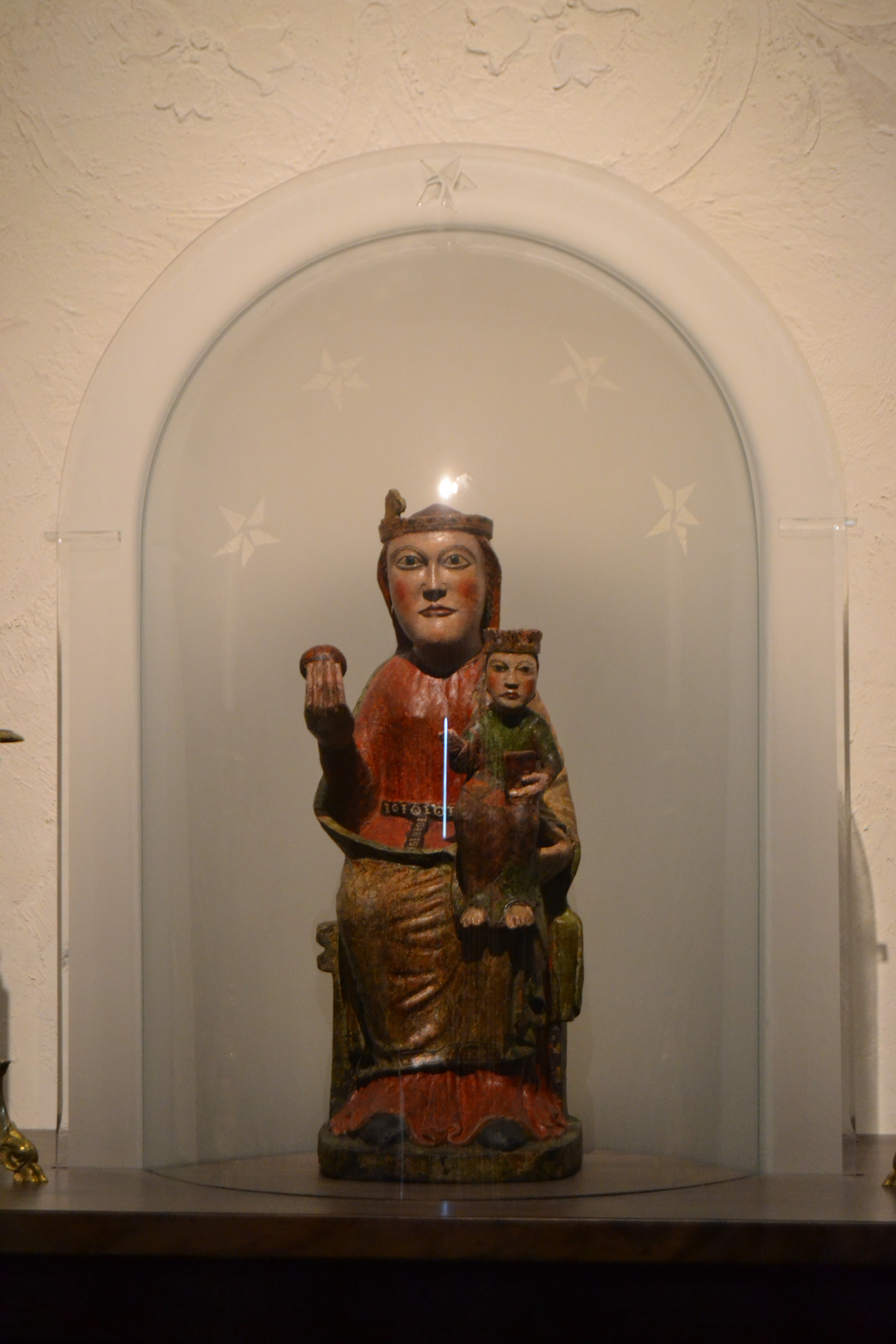
Maredéu del Remei de Sant Climent de Pal

Destaca especialment la imatge de la Mare de Déu del Remei. Observem Maria, que sosté el nen amb la mà esquerra i amb la dreta agafa un objecte que s’ha interpretat com una poma o una bola del món. Ambdós porten corones, tot i que la de la Mare de Déu està lleugerament deteriorada.
És una talla de fusta, amb restes de pintura, datada de finals del segle xii o inicis del segle xiii. Avui dia se situa en una capella lateral, però devia ocupar una posició central a l’absis romànic, abans de la transformació de l’edifici. Es tracta d’una obra que pertany al final del període romànic però que ja mostra trets de l’estil gòtic. Per exemple, la posició del nen Jesús, assegut de costat, o el tractament detallat dels plecs de la roba.
Els rostres, d’expressió austera, tenen formes arrodonides, característica que contrasta amb les línies més rígides del romànic. De fet, aquesta talla és la verge romànica més influenciada pel gòtic que es conserva a Andorra.

### Les pintures murals
Al voltant del segle xvi, es van executar unes pintures murals de tradició gòtica als murs interiors, que possiblement en van substituir d’anteriors, romàniques, i que van marcar un pas intermedi en la seva evolució arquitectònica i artística.
Són pintures fetes amb la tècnica del tremp, en què els pigments es mesclen amb aigua i un aglutinant abans d’aplicar-se a la paret, a diferència del fresc. Aquestes obres presenten un estil senzill, amb figures que tenen poc moviment. Tot i que es pot observar un cert treball en els plecs de la roba, aquest treball segueix un patró repetitiu, sense variacions que aportin una sensació de naturalitat. La volumetria és poc elaborada, amb formes planes i de poca profunditat.
D’aquestes pintures murals, encara es conserva una petita part del conjunt que cobria completament els murs de l’església. Destaquen especialment les decoracions amb motius vegetals de formes recargolades i capritxoses, que aporten una gran riquesa visual. Entre aquestes decoracions florals, s’intueix un grup de cinc figures humanes, de les quals només es poden veure, de cos sencer, els personatges situats als extrems.

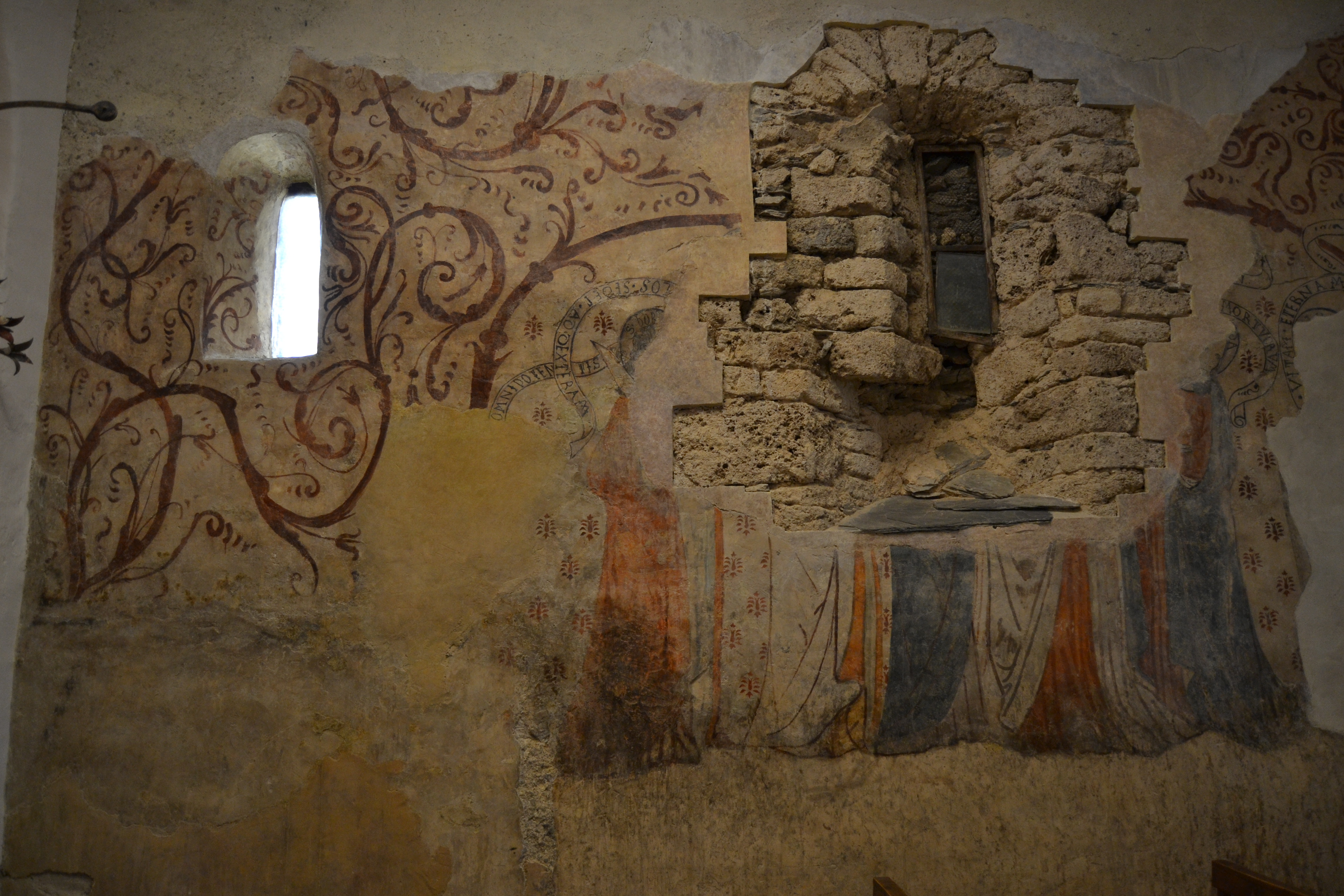
Pintures murals de Sant Climent de Pal

A l’esquerra hi trobem l’únic que podem identificar, ja que conserva part del nimbe amb la inscripció “S·BOR” i un objecte que sembla un ganivet. Es tracta de sant Bartomeu, un apòstol que va predicar el cristianisme a l’Àsia. Segons la tradició, va ser escorxat viu i després decapitat, motiu pel qual el ganivet és el seu atribut característic. Pel que fa al personatge de la dreta, només es conserva una part del rostre, fet que impedeix identificar-lo. Entre les dos figures hi ha una gran llacuna i només intuïm la part inferior de les túniques de quatre personatges més. És probable que també fossin apòstols, com Bartomeu, i que al centre del grup hi hagués la figura més destacada: Jesús. Aquesta hipòtesi es basa en les inscripcions, que inclouen paraules com “OMNIPOTENTIS”, “SEDET · AD · DEXTERAM”, “MORTUORUM”, “VITAM · ETERNAM” (“totpoderós”, “seu a la dreta”, “dels morts”, “vida eterna”). Finalment, a la dreta del grup es distingeix un trosset de nimbe, fet que suggereix la presència d’almenys un altre sant en aquesta zona.
Veiem, doncs, que el conjunt està molt fragmentat i que s’ha d’interpretar amb les restes que han arribat fins als nostres dies. Però, a banda de la degradació natural pel pas del temps, el que més va afectar les pintures van ser les remodelacions arquitectòniques fetes durant l’època moderna. Per exemple, es van tapiar dos finestres per obrir-ne una de nova, i al mur nord les pintures es van veure afectades per la construcció d’una capella lateral, que va modificar considerablement l’espai original.

### La reixa de ferro
A tocar de l’absis s’hi va instal·lar una reixa de ferro forjat, testimoni de l’activitat siderúrgica de les fargues andorranes. Es tracta d’un element molt habitual a les esglésies andorranes, que tenia una doble funció. Servia com a protecció dels béns que es troben a l’absis i tenia també una funció embellidora, visible en la decoració de la part superior i en les restes de policromia.

### El retaule

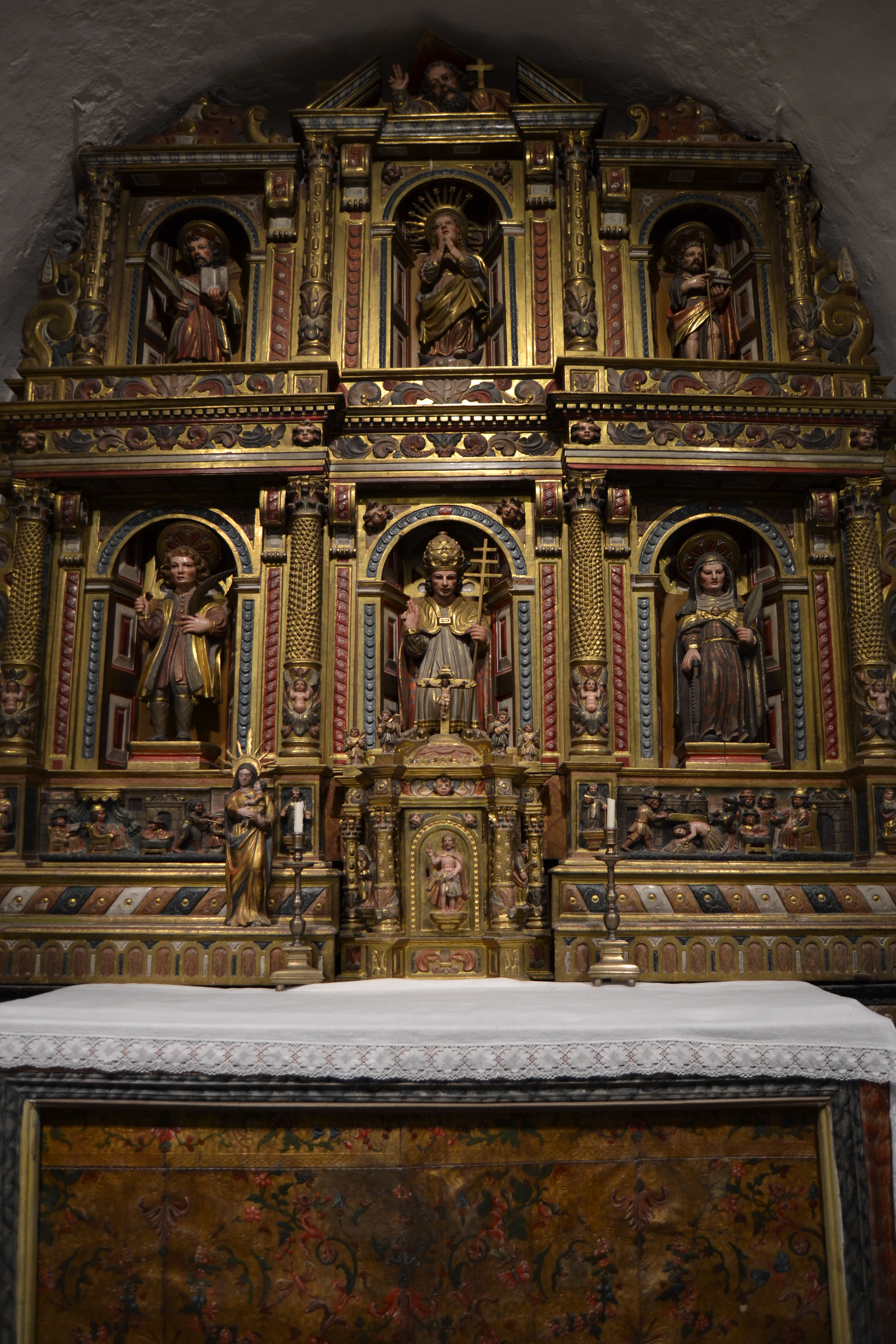
Retaule de Sant Climent de Pal

A finals del segle xvii (1689-1690) s’hi va col·locar un retaule barroc que encaixa perfectament a la zona de l’absis, fet que indica que la reforma de l’absis i el retaule són de la mateixa època. Aquest retaule, esculpit per Isidre Clusa i daurat anònimament, està dedicat a sant Climent i mostra figures centrals de la iconografia cristiana. A la posició principal trobem, com és habitual, el patró de l’església, sant Climent. Vestit amb els hàbits pontificis, Climent és representat com a bisbe de Roma, i és que Climent és considerat el quart papa de l’Església catòlica. Sota la figura de Climent, el retaule incorpora un sagrari hexagonal amb diverses escenes decoratives, que reforcen la importància litúrgica i de l’altar, que participa de la cerimònia.
Al capdamunt del retaule, al frontó, hi ha una imatge del Pare Etern, que beneeix amb la mà dreta i sosté una creu amb l’esquerra, i destaca la seva funció omnipresent. En el nivell superior, les fornícules estan ocupades per altres figures. A l’esquerra hi ha un sant no identificat, amb atributs com el llibre obert i la palma del martiri, elements comuns en molts sants; al centre, la Immaculada Concepció i, a la dreta, sant Joan Baptista amb l’anyell, entre altres elements.
A sota hi trobem santa Julita i sant Quirze, mare i fill. Són dos personatges que també ens fan remuntar als primers temps del cristianisme, ja que ambdós van ser perseguits i martiritzats per la seva fe i van morir decapitats. A causa d’aquest fet, sovint se’ls representa amb atributs com ganivets o serres. A més, a la predel·la, just a sota d’ells, l’autor va plasmar els moments culminants dels seus martiris: la mort de Julita i la degollació de Quirze.
A la part inferior, sobresortint del sotabanc i mostrats de mig cos, es representen sant Pere i sant Pau. Aquests dos personatges, afegits a Climent, són símbols de l’autoritat apostòlica i del paper central del papat, especialment en el context de la Contrareforma.

## Galeria

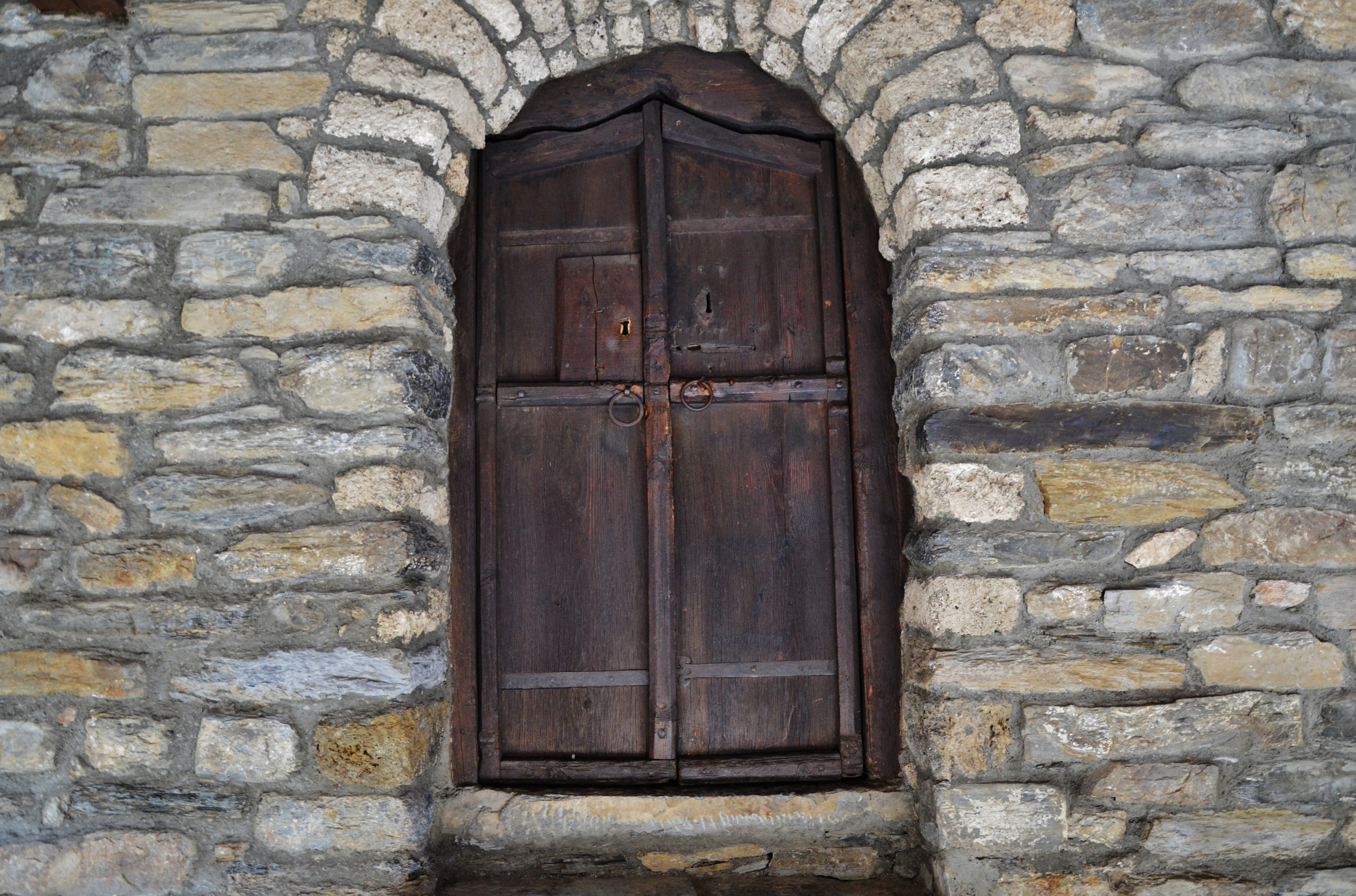
Porta de l'església
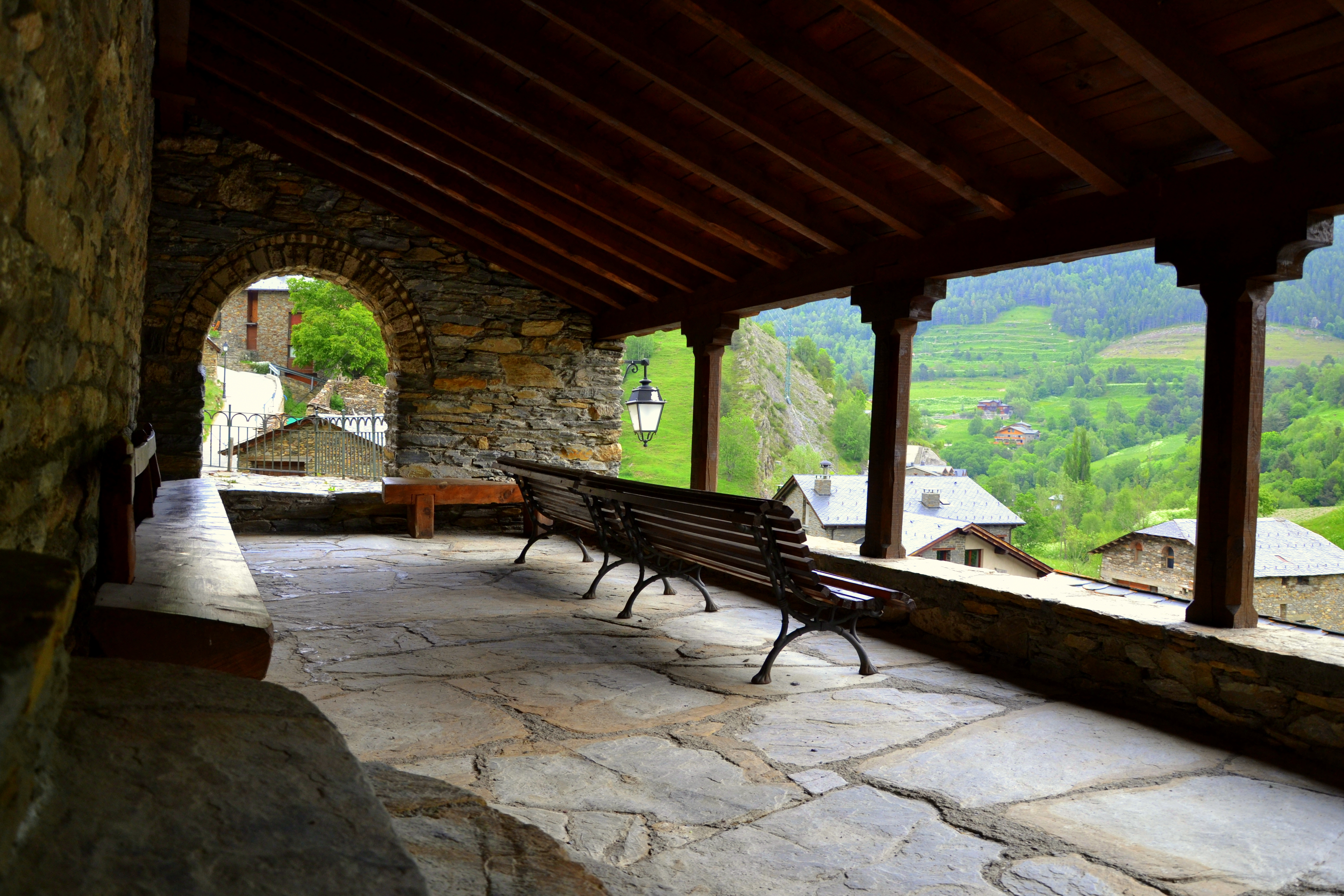
Porxo de l'església
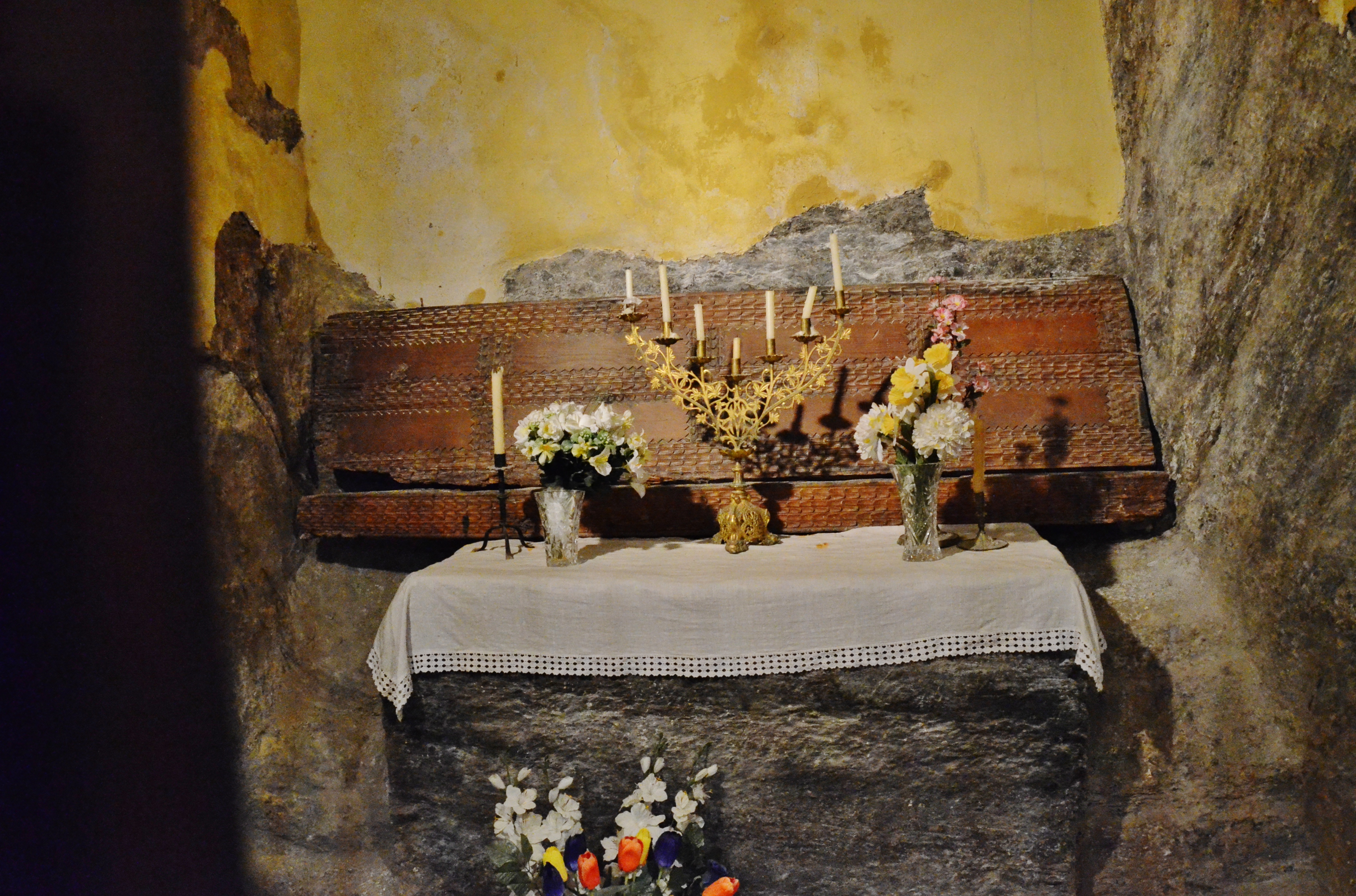
Altar d'una capella lateral
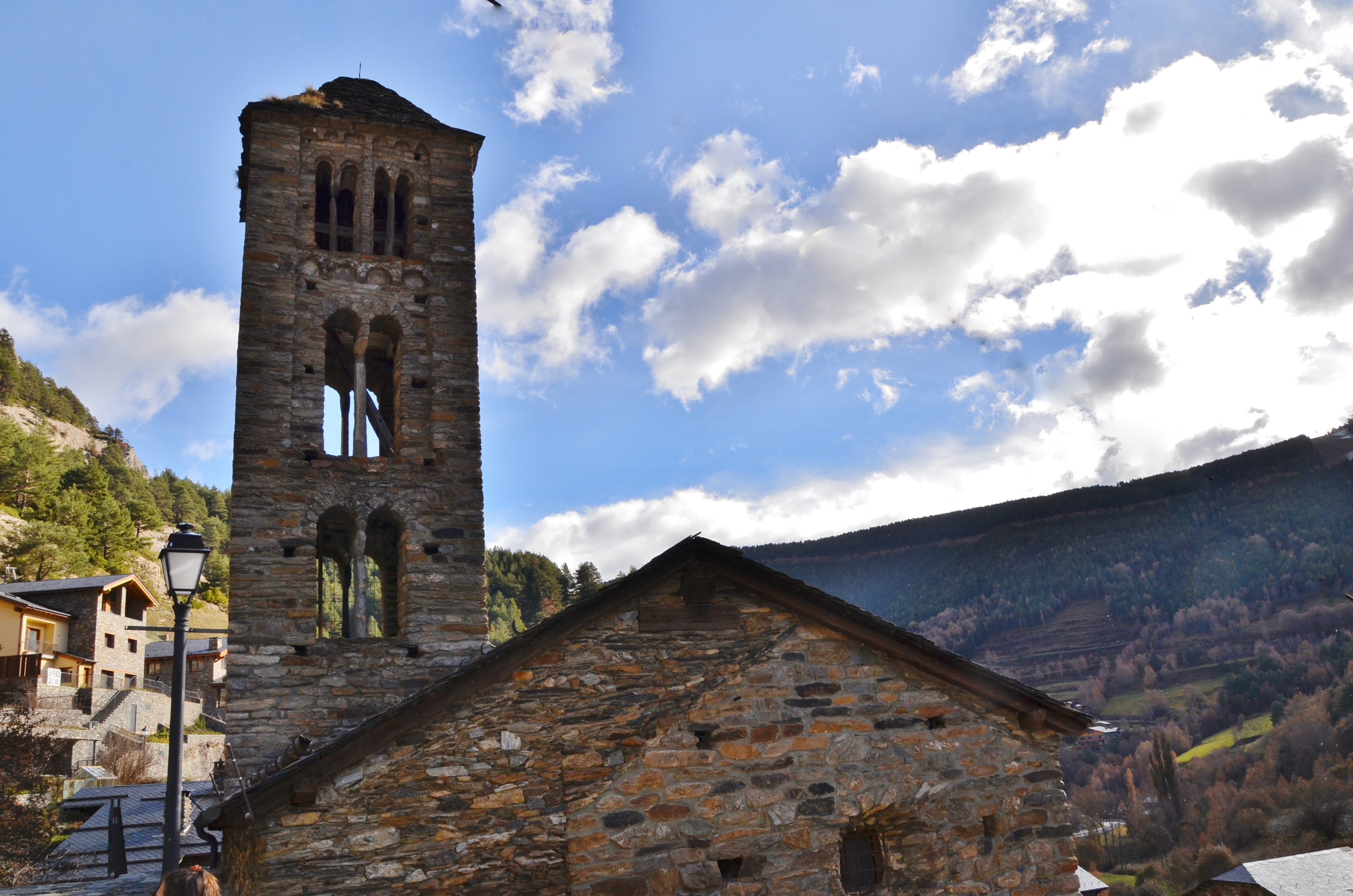
Campanar de l'església
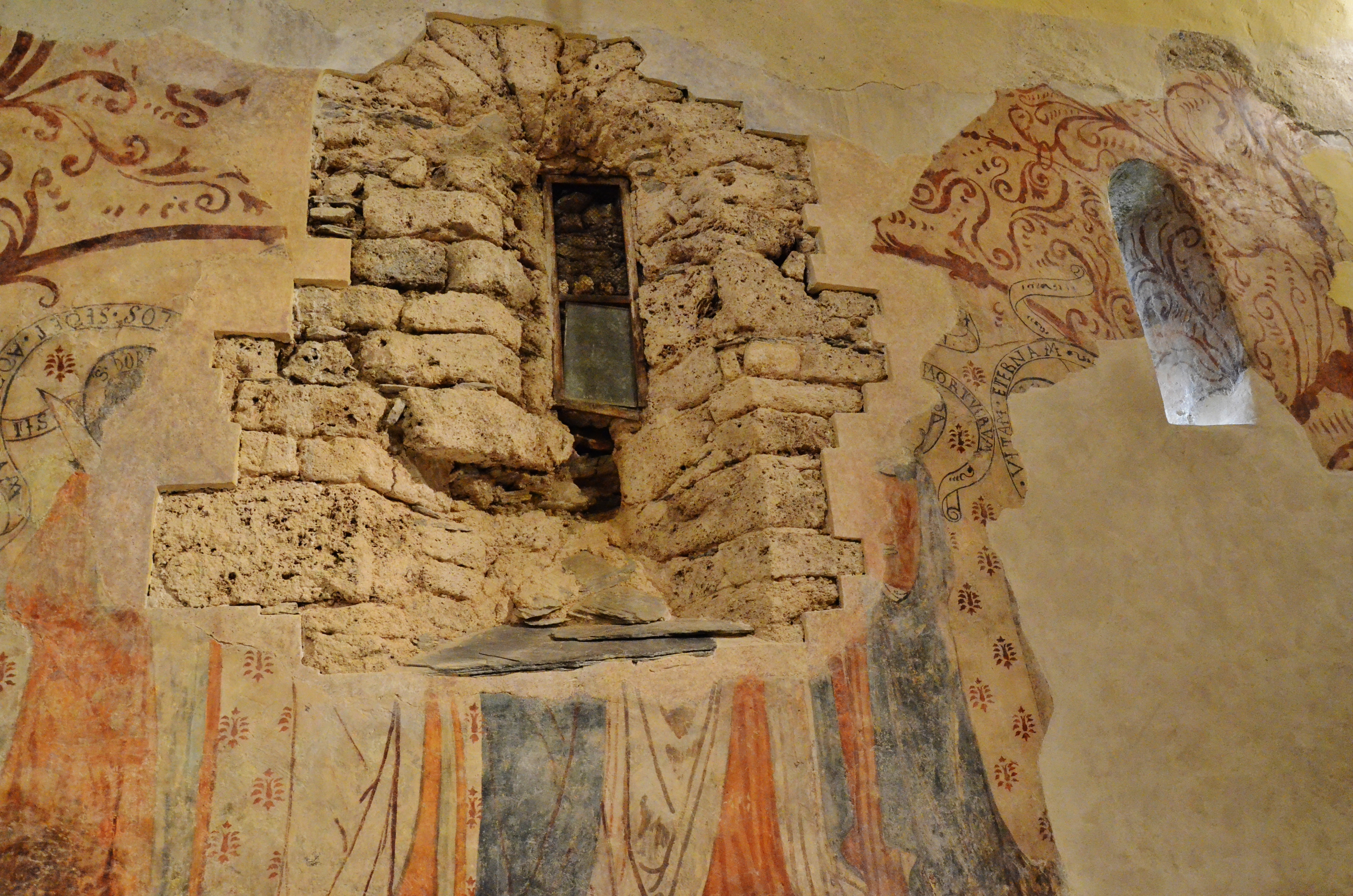
Fresc del interior
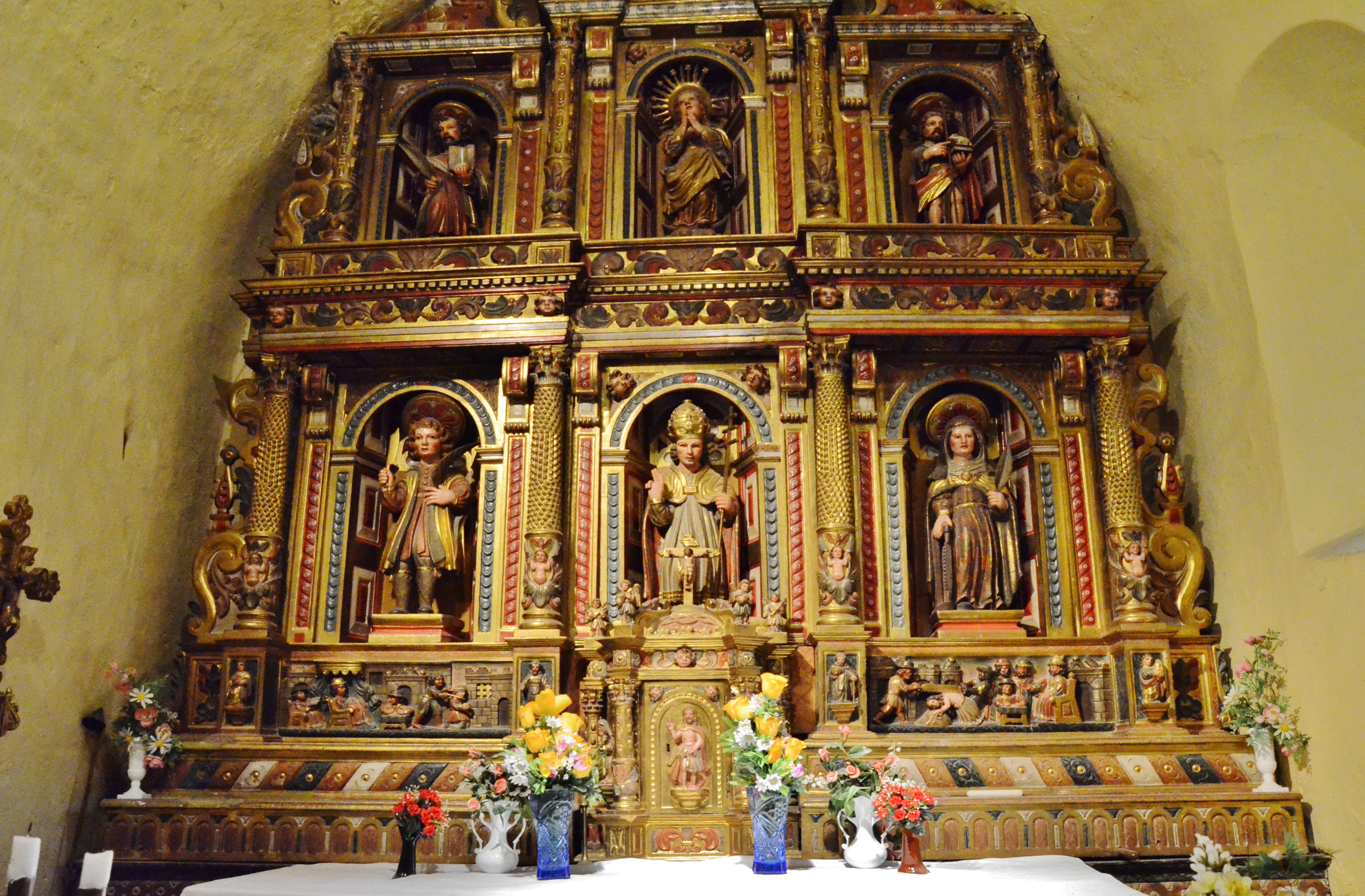
Retaule barroc 1709